# Bom Retiro (distrito de São Paulo)
Bom Retiro es un distrito ubicado en la zona central de la ciudad de Sao Paulo, Brasil. Administrativamente pertenece a la subprefectura de Sé.

## Límites
- Norte: Río Tietê y Puente Gobernador Orestes Quércia.
- Este: Avenida Cruzeiro do Sul y Avenida do Estado.
- Sur: Rúa Mauá/Vía férrea del Tren Metropolitano (Líneas 7 y 11).
- Oeste: Vía férrea del Tren Metropolitano (Línea 8), Viaducto Ingeniero Orlando Murgel, Avenida Rudge y Ponte da Casa Verde.

## Distritos limítrofes
- Santana (norte).
- Pari (este)
- Brás (sudeste).
- Sé y República (sur).
- Santa Cecília y Barra Funda (oeste).